# John W. Brown (décorateur)
Pour les articles homonymes, voir John W. Brown (directeur de la photographie) et Brown.
Cet article possède un paronyme, voir John Brown (homonymie).
John W. Brown est un décorateur.  
Il a remporté un Oscar dans la catégorie Meilleure direction artistique pour le film Camelot.

## Filmographie (sélection)
- 1967 : Camelot de Joshua Logan
- 1970 : Trop tard pour les héros (Too Late the Hero) de Robert Aldrich